# Gmina Baranów Sandomierski
Die Gmina Baranów Sandomierski [baˈranuf sandɔˈmʲɛrsci] ist eine Stadt-und-Land-Gemeinde im Powiat Tarnobrzeski der Woiwodschaft Karpatenvorland in Polen. Ihr Sitz ist die gleichnamige Stadt mit etwa 1500 Einwohnern.

## Geographie

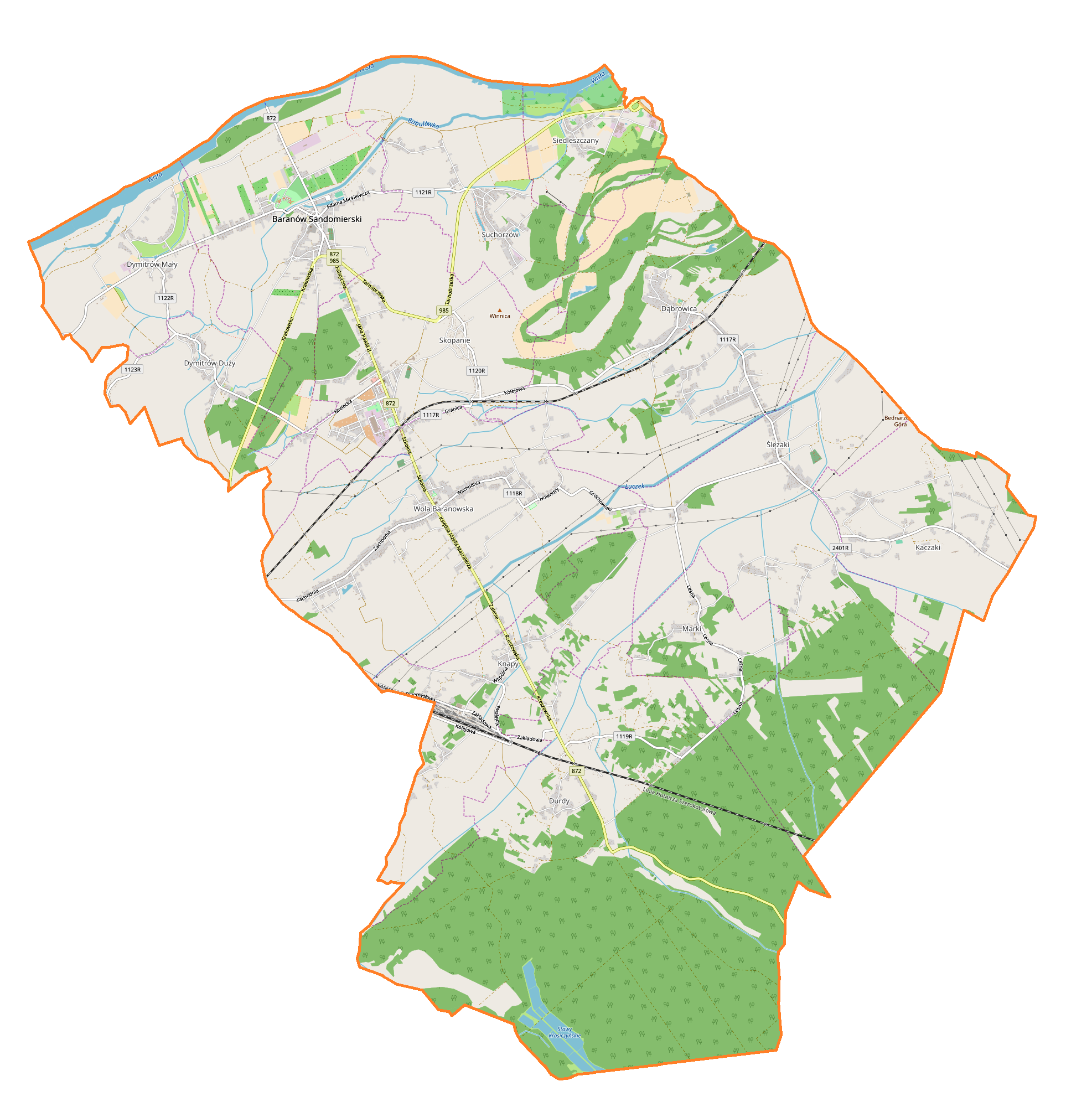
Karte der Gemeinde

Die Gemeinde liegt rund 120 Kilometer nordöstlich von Krakau. Sie grenzt im Nordosten an die Kreisstadt Tarnobrzeg und im Norden an die Weichsel.
Ihr Gebiet hat eine Flächenausdehnung von 121,86 km², davon werden 60 Prozent land- und 21 Prozent forstwirtschaftlich genutzt.

## Geschichte
Von 1975 bis 1998 gehörte die Gemeinde zur Woiwodschaft Tarnobrzeg.

## Gliederung
Zur Stadt-und-Land-Gemeinde (gmina miejsko-wiejska) Baranów Sandomierski gehören die Stadt und weitere Dörfer mit 13 Schulzenämtern:
Dąbrowica, Durdy, Dymitrów Duży, Dymitrów Mały, Kaczaki, Knapy, Marki, Siedleszczany, Skopanie Wieś und Skopanie Osiedle im Dorf Skopanie, Suchorzów, Ślęzaki und Wola Baranowska.

## Verkehr
Der Bahnhof Baranów Sandomierski liegt an der Bahnstrecke Łódź–Dębica, der Personenverkehr wurde 2009 eingestellt.

## Ehrenbürger
- 2019 Zbigniew Chmielowiec (* 1954), Politiker[4]